# Guérande
Guérande (bretonisch: Gwenrann) ist eine zur historischen Bretagne gehörige französische Gemeinde im Département Loire-Atlantique in der Region Pays de la Loire. Sie liegt auf der gleichnamigen Halbinsel nahe der Atlantik-Küste und ist vor allem bekannt für ihren historischen Ortskern mit seiner weitgehend erhaltenen Stadtmauer aus dem Mittelalter sowie das Fleur de Sel, das in den Salinen von Guérande gewonnen wird.

## Geographie
Guérande hat 16.684 Einwohner (Stand 1. Januar 2022) und besteht aus 32 Dörfern und 72 Weilern, die sich auf eine Fläche von 8144 Hektar verteilen. Rund 300 Hektar sind bewaldet, die Salzfelder nehmen etwa 2000 Hektar ein, und 16 Hektar werden von Wasser (Teichen und Kanälen) bedeckt. Diese gehören teilweise zum Regionalen Naturpark Brière (französisch Parc naturel régional de Brière).

## Geschichte
Die Besiedlung der Halbinsel Guérande reicht bis in das Neolithikum zurück, wovon noch heute vorhandene Dolmen und Menhire zeugen. Die Stadt gewann aber erst im Mittelalter an Bedeutung. Um das Jahr 848 wurde sie zeitweilig zum Bischofssitz. Nach 1343 wurde damit begonnen, die Stadt massiv zu befestigen. Die Arbeiten an der Stadtmauer zogen sich über ein Jahrhundert hin. Erst 1488 wurde sie durch Herzog Francois II. der Bretagne, dem Vater von Anne de Bretagne, eingeweiht.
Der Reichtum der mittelalterlichen Stadt beruhte auf der Salzgewinnung auf der Halbinsel Guérande. Die Salzgärten an der Küste werden bis heute genutzt. Guerande gehört zu den wenigen Orten auf der Welt, in denen das besonders kostbare Meersalz Fleur de Sel gewonnen wird. Es fällt an heißen Tagen als dünne Schicht an der Wasseroberfläche aus und wird von dort abgeschöpft. Das aus den Teichen gewonnene Salz ist dagegen weniger rein und billiger.
Auf das Salz deutet auch der bretonische Namensbestandteil Gwen/guen hin, der „weiß“ bedeutet.
Von 1879 bis 1955 (Personenverkehr) bzw. 1991 (Güterverkehr) war Guérande Endpunkt der Bahnstrecke La Baule–Guérande.

### Bevölkerungsentwicklung
| Jahr                       | 1962 | 1968 | 1975 | 1982 | 1990   | 1999   | 2006   | 2017   |
| Einwohner                  | 6389 | 6499 | 7644 | 9140 | 11.665 | 13.655 | 15.226 | 15.873 |
| Quellen: Cassini und INSEE |      |      |      |      |        |        |        |        |

## Städtepartnerschaften
Seit 1962/63 besteht zwischen Guérande und der mittelfränkischen Stadt Dinkelsbühl in Bayern eine Städtepartnerschaft. Die Kontakte gehen auf die 1950er Jahre zurück. Weiterhin bestehen Partnerschaften mit Dolgellau in Wales und Castro Marim in der Algarve (Portugal).

## Kultur und Sehenswürdigkeiten
- Stadtmauer aus dem 14. und 15. Jahrhundert

Die Stadtmauer erstreckt sich über eine Länge von 1434 Meter und weist vier Tore auf (St. Michel im Osten, Vannetaise im Norden, Bizienne im Westen und de Saillé im Süden).
- Die Stiftskirche Saint-Aubin

Die Kirche entstand zwischen dem 12. und 16. Jahrhundert und ist seit 1853 klassifiziert als Monument historique.
- Musée du Pays de Guérande

Das Museum befindet sich im St. Michel, dem Haupttor zum mittelalterlichen Stadtkern, einem Bauwerk aus dem 15. Jahrhundert. Auf drei Etagen wird regionale und lokale Geschichte gezeigt.
- Das Salz von Guérande

Das „Weiße Gold“ (Meersalz) wird in den Salzgärten, den marais salants, gewonnen. In dem südlich von Guérande gelegenen kleinen Ort Batz-sur-Mer an der Atlantikküste werden im Musée des Marais Salants Geschichte und Technik der Salzgewinnung dargestellt.

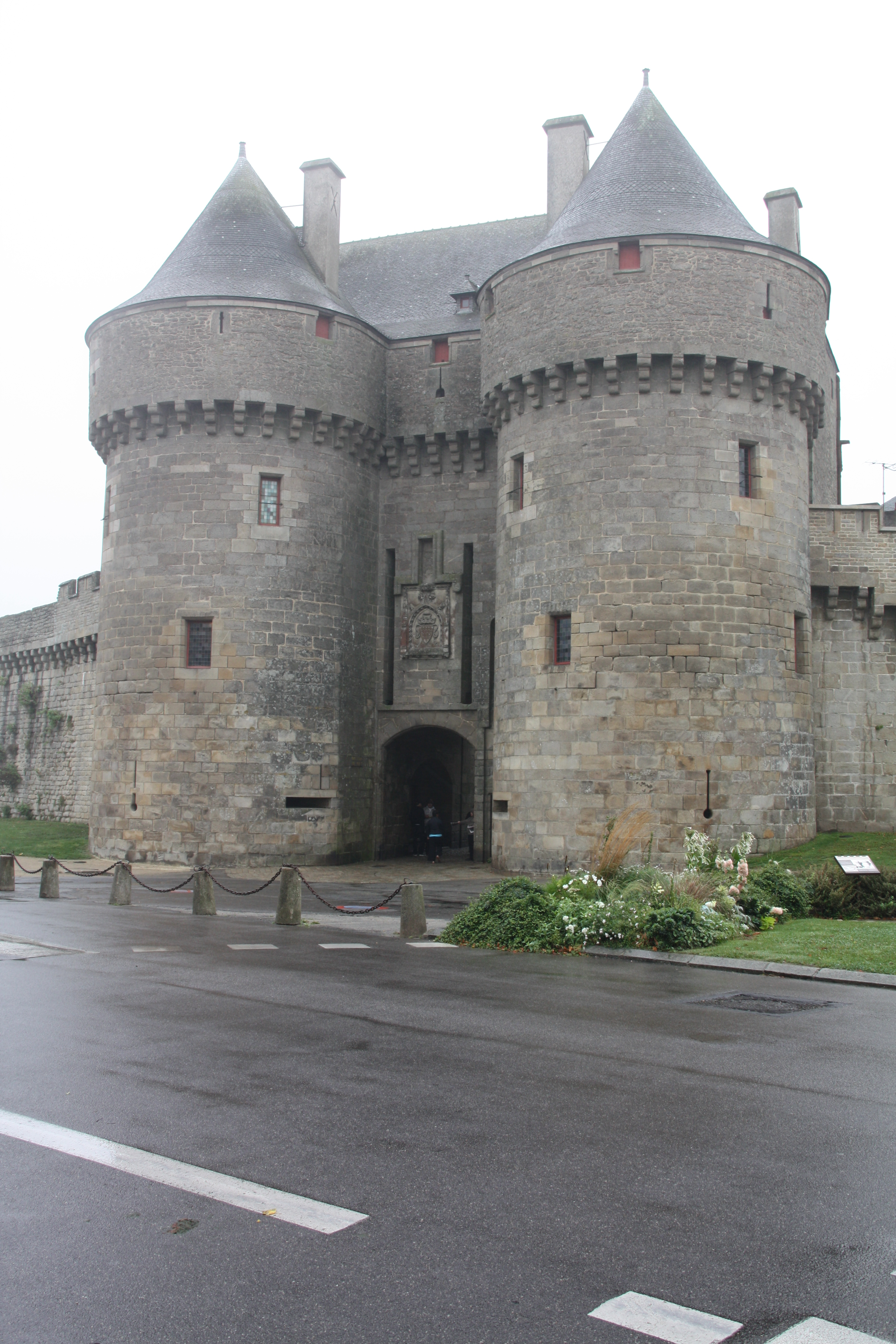
Stadttor Porte St. Michel
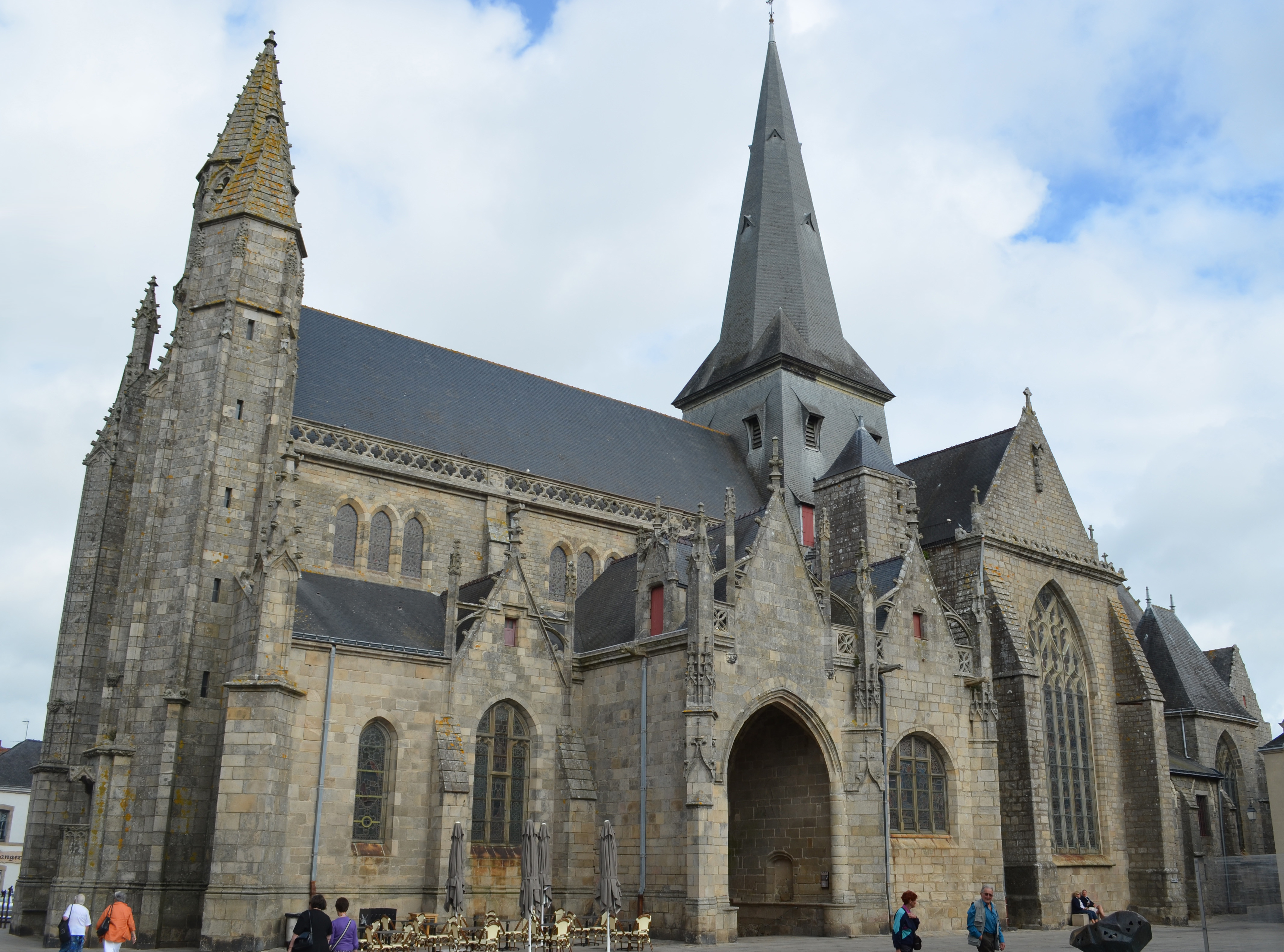
Stiftskirche St. Aubin Südseite
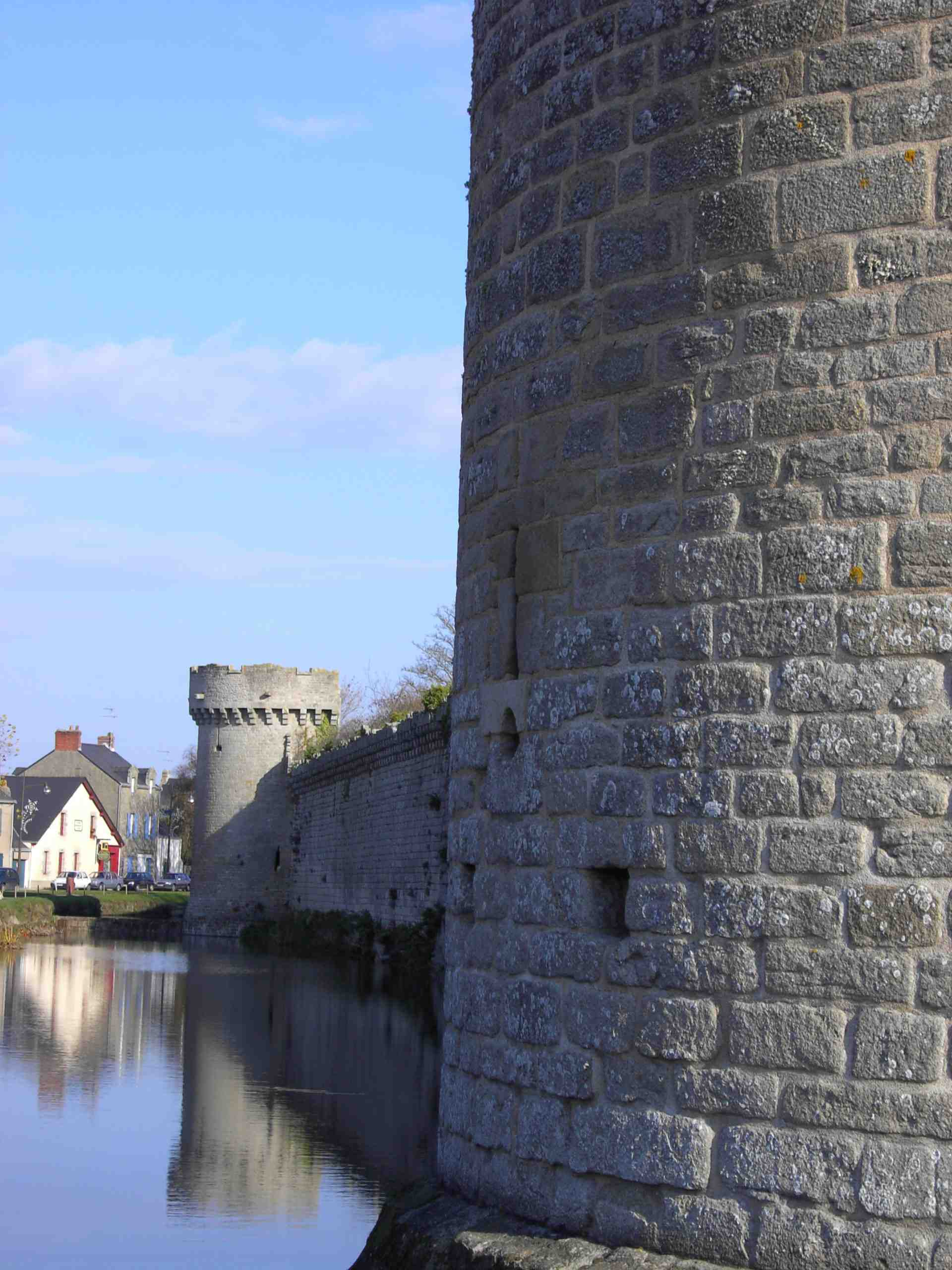
Mittelalterliche Stadtmauer
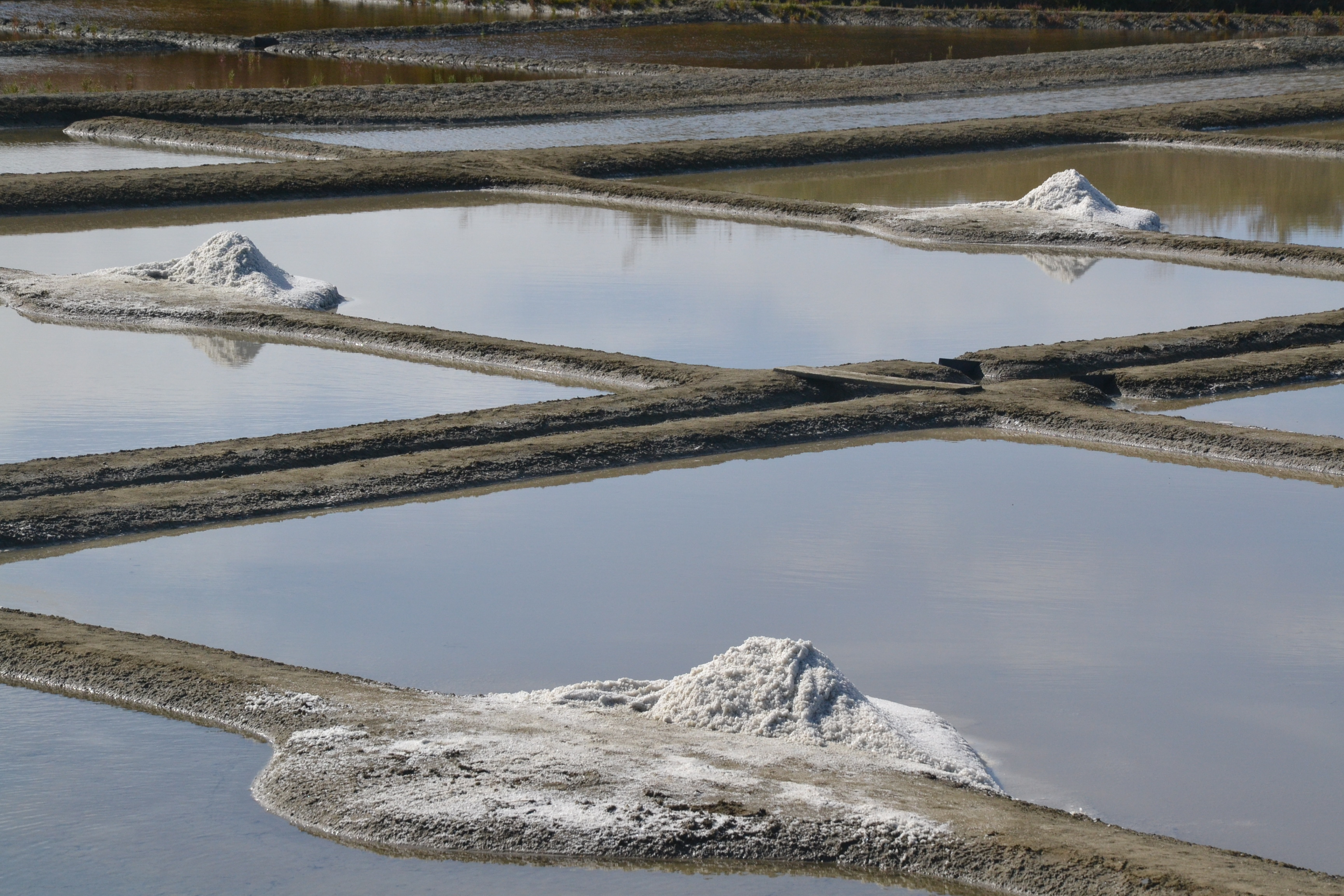
Salzgewinnung auf der Halbinsel Guérande
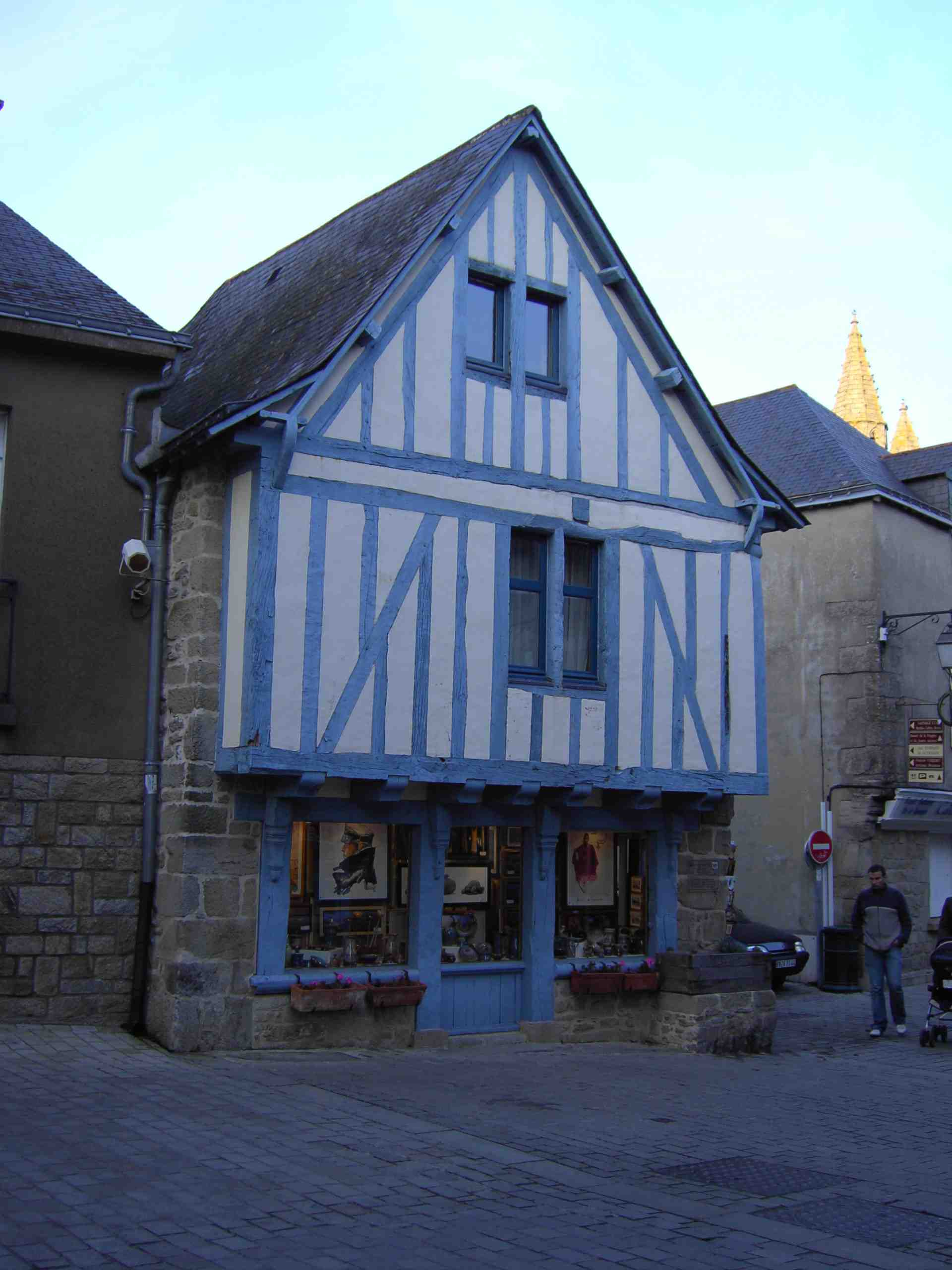
Fachwerkhaus
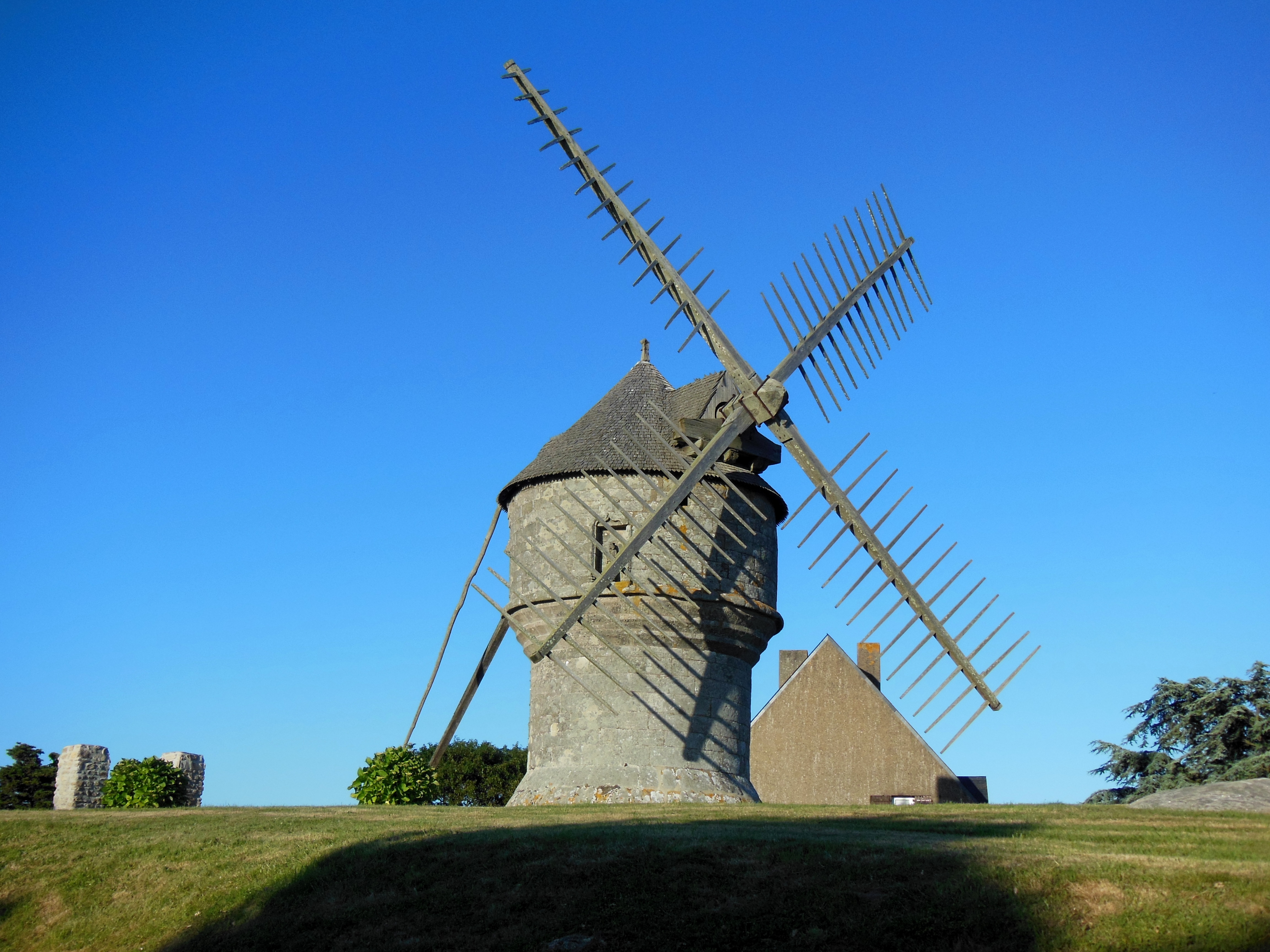
Mühle von Crémeur Type «petit-pied» (= kleiner Fuß)
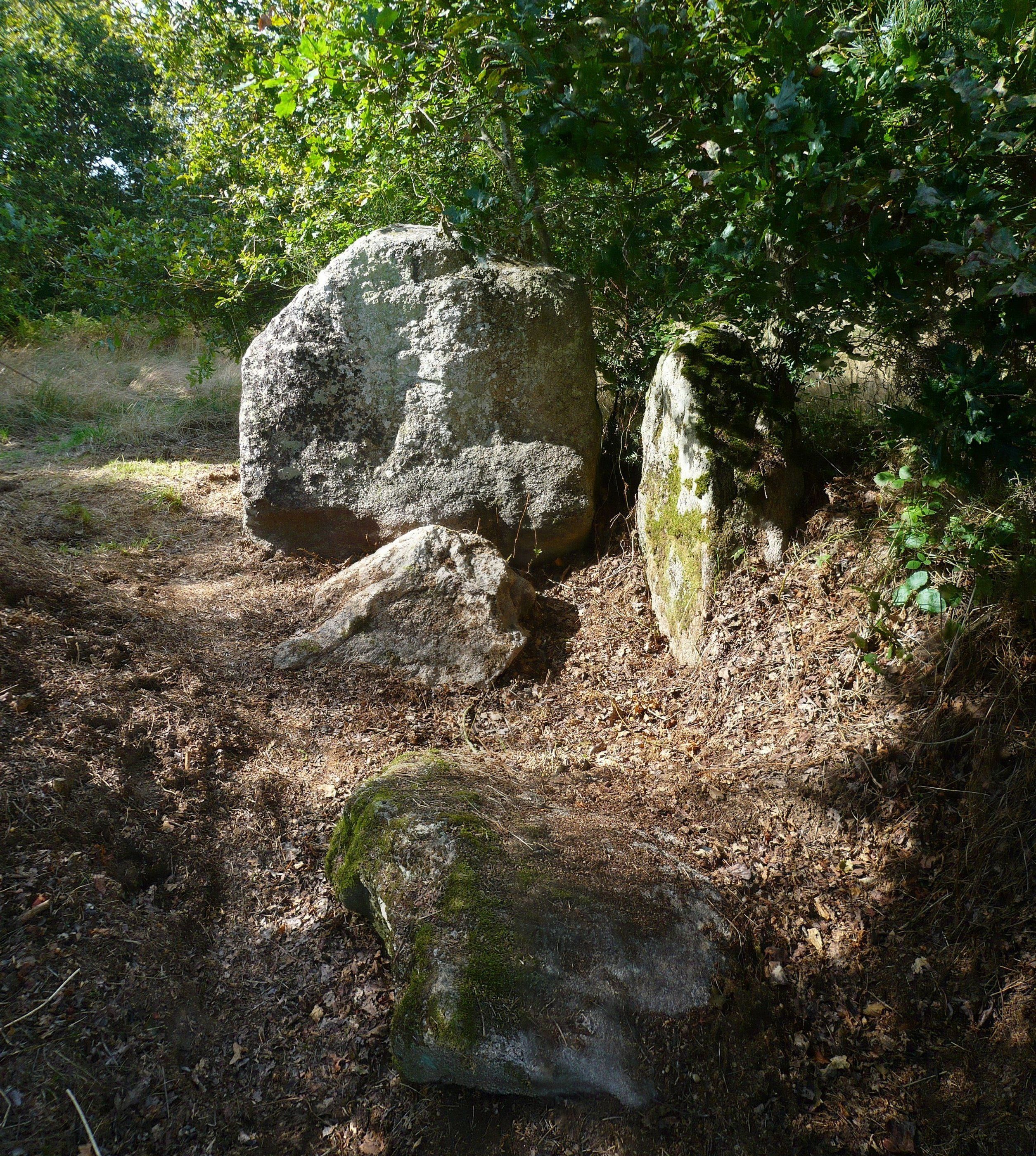
Dolmen de Sandun
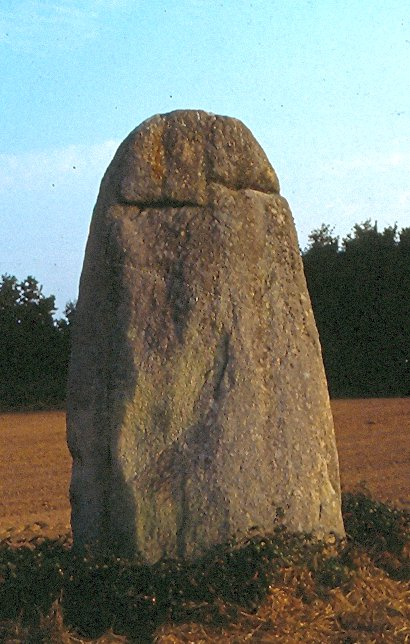
Menhir von Bissin
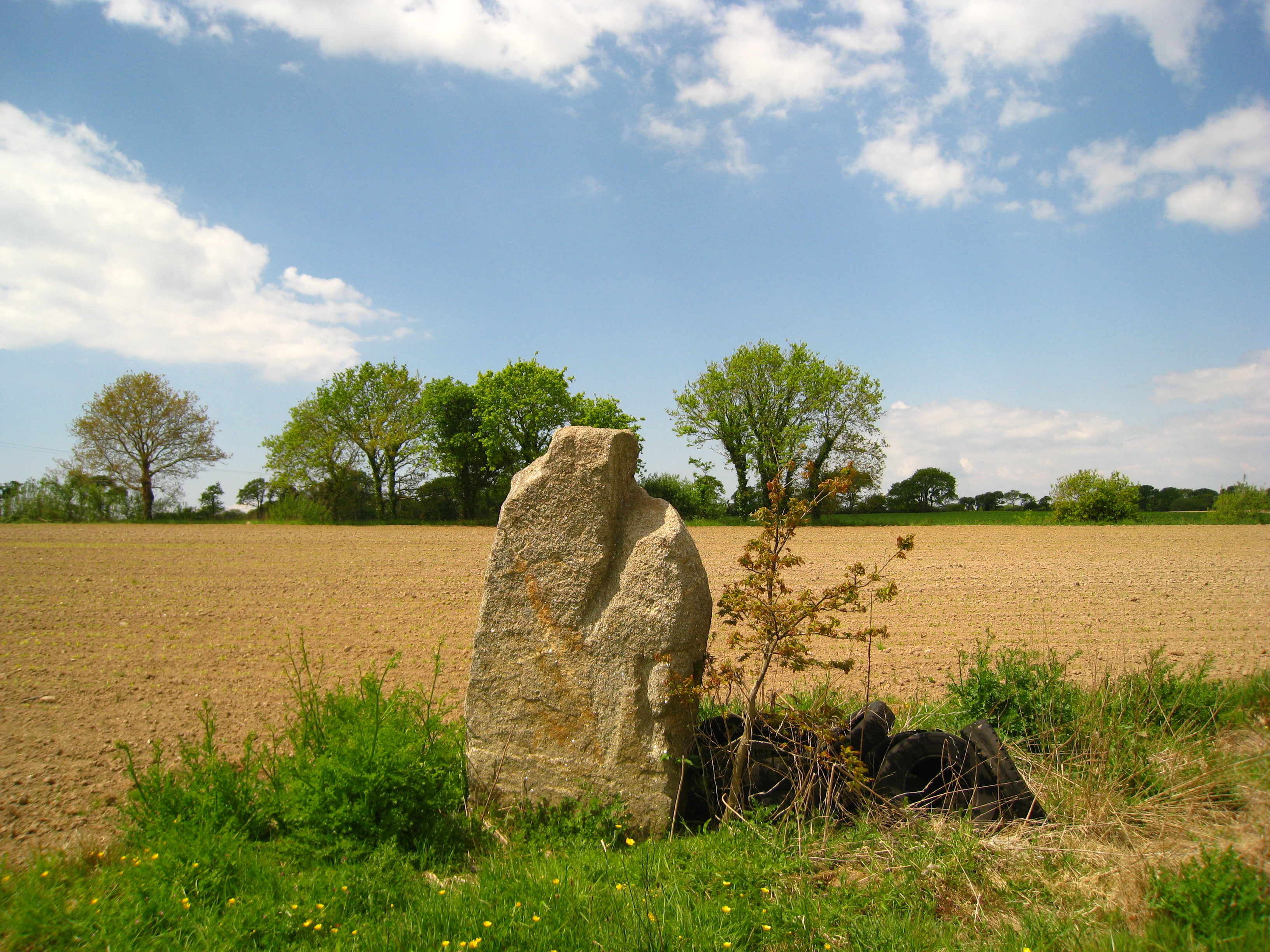
Menhir de Keroland
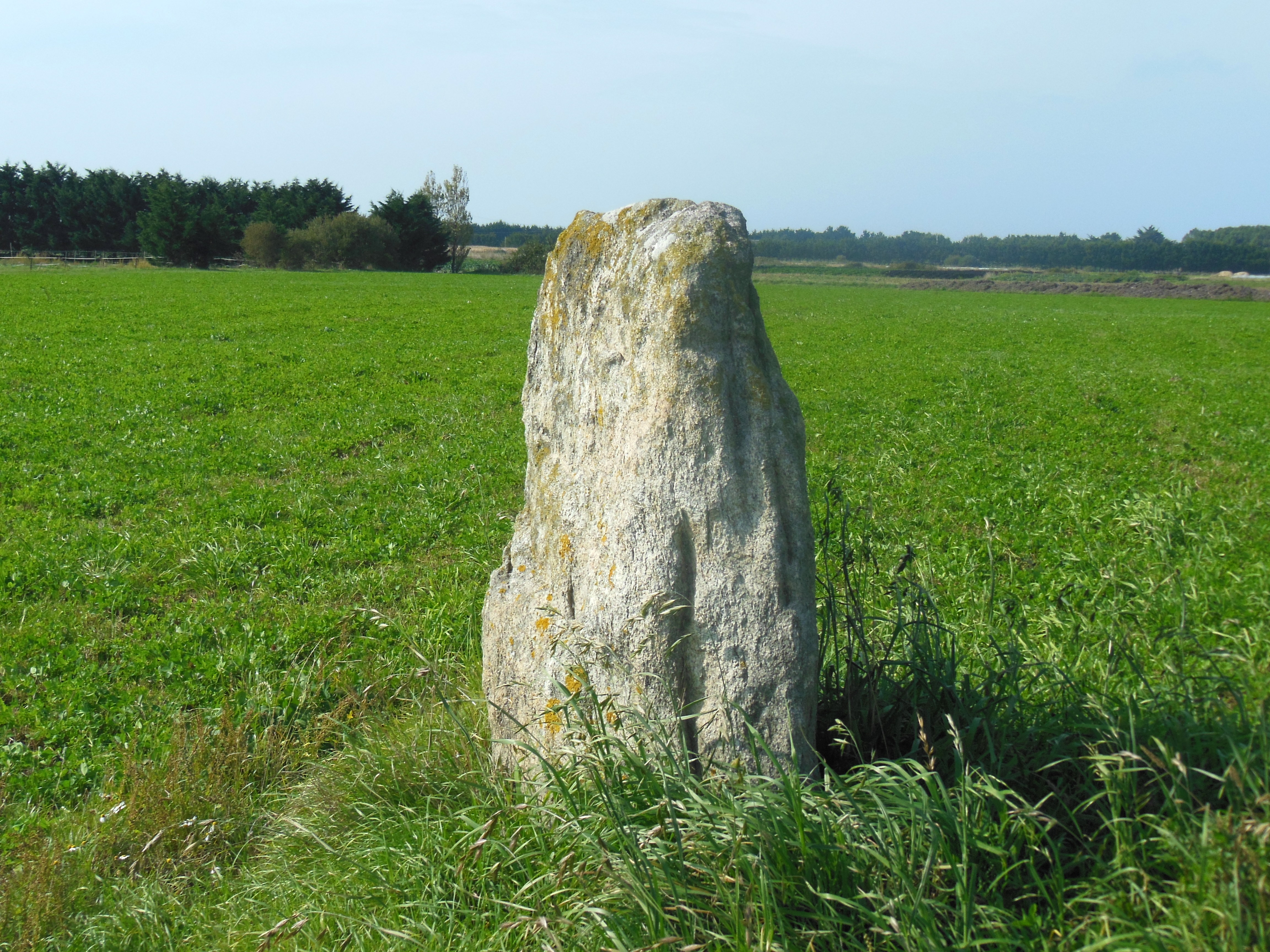
Menhir Pierre de Saillé

## Persönlichkeiten
- Mattias Guyomar (* 1968), Jurist
- Sandrine Josso (* 1975), Politikerin

## Film
- Barfuß im Salz - Die Salzbauern der Bretagne. Dokumentarfilm, Deutschland, 2001, 43 Min., Buch und Regie: Birgit Köster und Heidrun Seeger, Produktion: Schnittstelle, WDR, Inhaltsangabe und online-Video.